# Kansei
Kansei (japanska: 寛政?, kansei), 25 januari 1789–5 februari 1801 är en period i den japanska tideräkningen.
Perioden inleddes av astrologiska skäl efter en rad järtecken, bland dem en slottsbrand. Namnet är hämtat ur ett av de äldsta kända kinesiska litterära verken, Zuo Zhuan från 380-talet f.Kr..
Perioden har gett namn åt kanseikalendern, en månkalender som infördes år kansei 10 (1798) och var i bruk i ett halvsekel. Under perioden genomfördes också en rad reaktionära inrikespolitiska reformer – efter en tidigare period av liberalare styre – som gemensamt kallas kansei-reformerna. De innebar bland annat ett påbud som gjorde neokonfucianismen till den enda godkända filosofiska disciplinen (det så kallade kansei-ediktet).